# Sabres, Landes
Sabres là một xã, thuộc tỉnh Landes trong vùng Nouvelle-Aquitaine. Xã này có diện tích 160,13 km², dân số năm 2006 là 1189 người. Xã này nằm ở khu vực có độ cao trung bình 76 mét trên mực nước biển.

## Biến động dân số
| Năm | 1962 | 1968  | 1975  | 1982  | 1990  | 1999  | 2006  |
| --- | ---- | ----- | ----- | ----- | ----- | ----- | ----- |
| Dân số | 977  | 1 143 | 1 105 | 1 058 | 1 096 | 1 107 | 1 189 |
| From the year 1962 on: No double counting—residents of multiple communes (e.g. students and military personnel) are counted only once. |      |       |       |       |       |       |       |